# Daïna Bourma
Daïna Bourma, née le 24 décembre 1999 à Lyon en France, est une footballeuse internationale française qui joue en tant que latéral gauche pour le Servette FCCF.

## Biographie
Daïna Bourma commence à jouer au football dans les clubs rhodaniens de l'US Millery Vourles puis de l'AS Craponne avant de rejoindre à 10 ans le centre de formation de l'Olympique lyonnais.
Formée pendant huit ans à l'Olympique lyonnais, elle transite par le Montpellier Hérault en 2017 et elle effectuera ses débuts en D1 Arkema le 1er décembre 2018 face à Fleury (victoire 3-1). Elle participe également à la Women's French Cup avec le MHSC mais malgré ses performances, le club ne lui propose aucun contrat professionnel.
Elle rejoint par la suite le club des Rangers en Écosse en 2019 ou elle signe son premier contrat professionnel. Elle prolongera son contrat d'un an supplémentaire en 2020.
En 2021, Daïna Bourma rejoint le club suisse de Servette ou elle connaitra pour la première fois la Ligue des champions le 6 octobre 2021 face à la Juventus (défaite 3-0). En mars 2022, elle est élue femme du mois du Servette FCCF.

### En sélection
Daïna Bourma connait les sélections jeunes tricolores de U16 à U19.
En 2018, elle est la seule joueuse du MHSC à être convoqué pour le Championnat d'Europe U19 en Suisse. Malheureusement la France sera éliminée dès la phase de groupe, terminant dernière.

## Statistique

### Buts internationaux
| N° | Date            | Lieu                                  | Adversaire | Buts | Résultat | Compétition      |
| -- | --------------- | ------------------------------------- | ---------- | ---- | -------- | ---------------- |
| 1  | 9 juillet 2015  | Mogosoaia Football Center - Mogoşoaia | Roumanie   | 3-0  | 4-0      | Amical           |
| 2  | 16 octobre 2017 | District Sport Complex - Orhei        | Iles Feroé | 8-0  | 11-0     | Euro féminin U19 |

## Palmarès
Servette Chênois (3 titres)
- Championnat de Suisse (1)
  - Championne : 2024
  - Vice-championne : 2022 et 2023
- Coupe de Suisse (2)
  - Vainqueur : 2023 et 2024

### En club
- Championnat de France U19 en 2018 avec le Montpellier Hérault.
- Women's French Cup en 2019 avec le Montpellier Hérault.
- Vainqueur de la Coupe de Suisse en 2023 avec le Servette FCCF.
- Vainqueur de Coupe de Suisse en 2024 avec le Servette FCCF.